# Guided by Voices

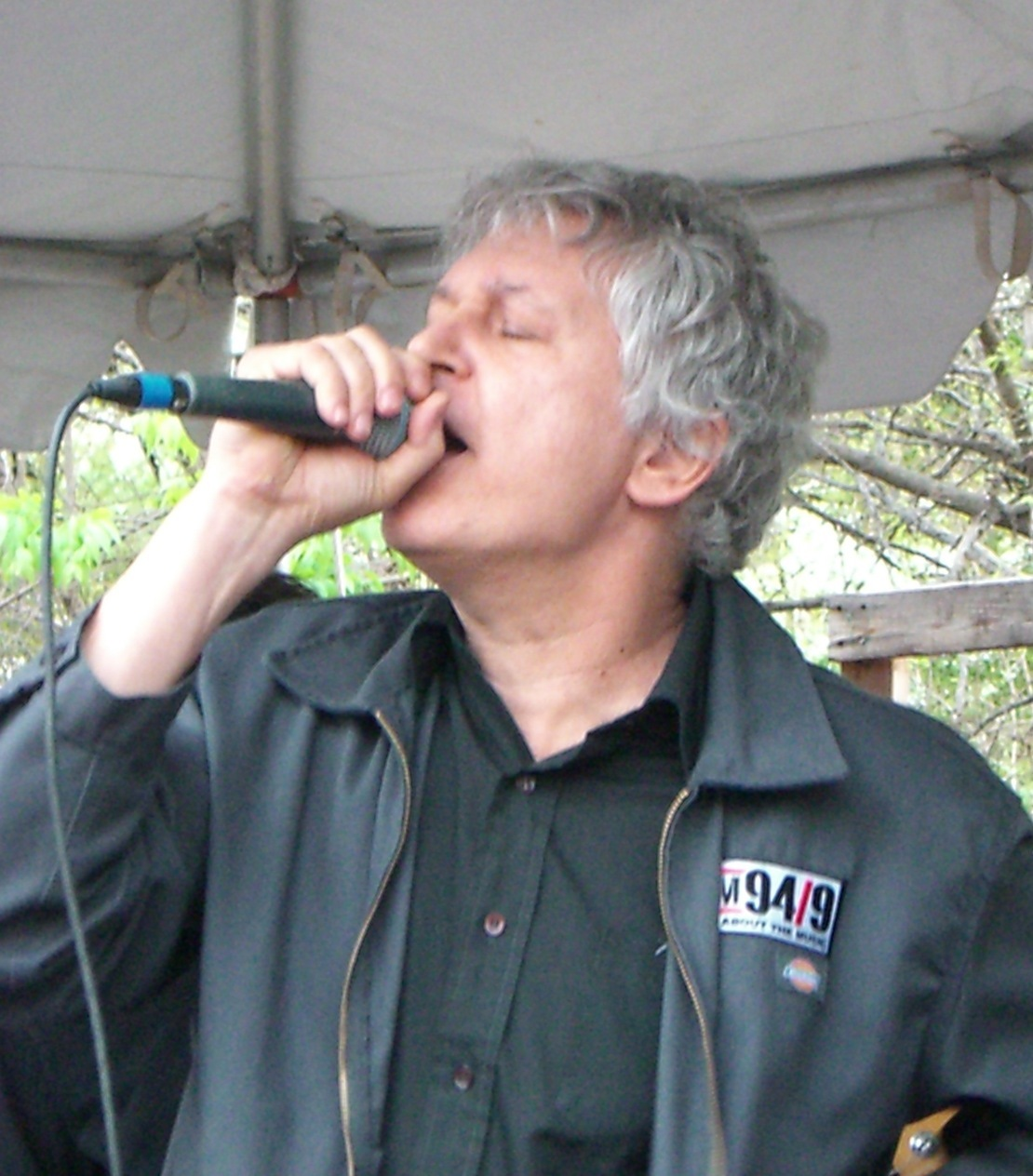
Robert Pollard, principal músico e compositor da banda.

Guided by Voices (abreviado como GBV) é uma banda americana de indie rock de Dayton, Ohio. O grupo sofreu com várias mudanças de pessoal ao longo das décadas, mantendo apenas Robert Pollard na posição de principal músico e compositor.
Notório pela estética musical lo-fi e métodos de produção tipicamente de cassete, a música do Guided by Voices revela influências do pós-Invasão Britânica, rock de garagem, rock psicodélico, rock progressivo, punk rock e pós-punk. A banda lançou mais de 24 álbuns e diversos EPs e singles. As canções em média possuem dois minutos, mas há várias que são ainda mais curtas; normalmente elas terminam abruptamente ou são intercaladas por vários efeitos sonoros.
Guided by Voices inicialmente se desfez em 2004, mas em 2010 eles retornaram com a "formação clássica" no aniversário de 21 anos da Matador Records, subsequentemente fazendo uma turnê e lançando mais seis álbuns. GBV desmanchou uma segunda vez em 2014, mas Pollard reuniu a banda para um novo disco, com uma nova formação, em 2016. O último trabalho do grupo, o álbum How Do You Spell Heaven, foi lançado em agosto de 2017.

## Discografia
- Devil Between My Toes (1987)
- Sandbox (1987)
- Self-Inflicted Aerial Nostalgia (1989)
- Same Place the Fly Got Smashed (1990)
- Propeller (1992)
- Vampire on Titus (1993)
- Bee Thousand (1994)
- Alien Lanes (1995)
- Under the Bushes Under the Stars (1996)
- Tonics & Twisted Chasers (1996)
- Mag Earwhig! (1997)
- Do the Collapse (1999)
- Isolation Drills (2001)
- Universal Truths and Cycles (2002)
- Earthquake Glue (2003)
- Half Smiles of the Decomposed (2004)
- Let's Go Eat the Factory (2012)
- Class Clown Spots a UFO (2012)
- The Bears for Lunch (2012)
- English Little League (2013)
- Motivational Jumpsuit (2014)
- Cool Planet (2014)
- Please Be Honest (2016)
- August by Cake (2017)
- How Do You Spell Heaven (2017)
- Space Gun (2018)
- Zeppelin Over China (2019)
- Warp and Woof (2019)
- Sweating the Plague (2019)
- Surrender Your Poppy Field (2020)
- Mirrored Aztec (2020)
- Styles We Paid For (2020)
- Earth Man Blues (2021)
- It's Not Them. It Couldn't Be Them. It Is Them! (2021)
- Crystal Nuns Cathedral (2022)
- Tremblers and Goggles by Rank (2022)
- La La Land (2023)
- Welshpool Frillies (2023)
- Nowhere to Go but Up (2023)